# Landtagswahlkreis Goslar
Der Wahlkreis 13 Goslar ist ein Landtagswahlkreis in Niedersachsen. Er umfasst die Städte Goslar, Bad Harzburg und Langelsheim sowie die Gemeinde Liebenburg, alle im Landkreis Goslar gelegen.

## Landtagswahl 2022
Zur Landtagswahl in Niedersachsen 2022 traten im Wahlkreis Goslar acht Direktkandidaten an. Direkt gewählter Abgeordneter ist Christoph Willeke (SPD). Der Wahlkreis trug die Wahlkreisnummer 13.
| Amtliches Endergebnis der Wahl zum 19. Niedersächsischen Landtag am 9. Oktober 2022 im Wahlkreis 13 Goslar |                            |               |               |                |                |
| Gegenstand der Nachweisung                                                                                 | Gegenstand der Nachweisung | Erst- stimmen | Erst- stimmen | Zweit- stimmen | Zweit- stimmen |
| Bewerber                                                                                                   | Partei                     | Anzahl        | %             | Anzahl         | %              |
| Wahlberechtigte                                                                                            | Wahlberechtigte            | 74.615        | 74.615        | 74.615         | 74.615         |
| Wähler | Wähler                     | 42.201        | 42.201        | 56,6 %         | 56,6 %         |
| Ungültige Stimmen                                                                                          | Ungültige Stimmen          | 1.142         | 1.142         | 2,7            | 2,7            |
| Gültige Stimmen                                                                                            | Gültige Stimmen            | 41.059        | 41.059        | 97,3           | 97,3           |
| davon |                            |               |               |                |                |
| Christoph Willeke                                                                                          | SPD                        | 16.894        | 41,2          | 15.420         | 36,9           |
| Stefanie Hertrampf                                                                                         | CDU                        | 11.959        | 29,1          | 10.709         | 25,6           |
| | AfD                        |               |               | 6.011          | 14,4           |
| Susanne Pfau                                                                                               | FDP                        | 1.604         | 3,9           | .631           | 3,9            |
| Fabian Degen                                                                                               | GRÜNE                      | 4.210         | 10,3          | 4.412          | 10,6           |
| Uta Plettner-Voigt                                                                                         | LINKE                      | 2.358         | 5,7           | 1.238          | 3,0            |
| | Tierschutzpartei           |               |               | 675            | 1,6            |
| | PARTEI                     |               |               | 404            | 1,0            |
| Stefan Schlue                                                                                              | Freie Wähler               | 1.714         | 4,2           | 425            | 1,0            |
| | PIRATEN                    |               |               | 110            | 0,3            |
| Volker Karl Eyssen                                                                                         | dieBasis                   | 1.673         | 4,1           | 435            | 1,0            |
| Simone Reese                                                                                               | parteilos                  | 647           | 1,6           |                |                |
| | Gesundheitsforschung       |               |               | 135            | 0,3            |
| | Volt                       |               |               | 96             | 0,2            |
| | Humanisten                 |               |               | 64             | 0,2            |

## Landtagswahl 2017
Zur Landtagswahl in Niedersachsen 2017 traten im Wahlkreis Goslar fünf Direktkandidaten an. Direkt gewählter Abgeordneter ist Alexander Saipa (SPD), der am 9. November 2021 sein Landtagsmandat niederlegte. Der Wahlkreis trug die Wahlkreisnummer 14.
| Partei           | Direktkandidat    | Erststimmen | Zweitstimmen |
| ---------------- | ----------------- | ----------- | ------------ |
| CDU              | Ralph Bogisch     | 31,2 %      | 28,2 %       |
| SPD              | Alexander Saipa   | 48,7 %      | 42,6 %       |
| Grüne            |                   |             | 6,6 %        |
| FDP              | Florian Schmidt   | 6,3 %       | 7,3 %        |
| DIE LINKE        | Dieter Bornheimer | 5,7 %       | 4,9 %        |
| AfD              | Dirk Straten      | 8,1 %       | 8,1 %        |
| BGE              |                   |             | 0,1 %        |
| DM               |                   |             | 0,3 %        |
| Freie Wähler     |                   |             | 0,2 %        |
| LKR              |                   |             | 0,0 %        |
| ÖDP              |                   |             | 0,1 %        |
| Die PARTEI       |                   |             | 0,5 %        |
| Tierschutzpartei |                   |             | 0,9 %        |
| Piraten          |                   |             | 0,2 %        |
| V-Partei³        |                   |             | 0,1 %        |

## Landtagswahl 2013
Zur Landtagswahl in Niedersachsen 2013 traten im Wahlkreis Goslar sieben Direktkandidaten an. Direkt gewählter Abgeordneter ist Alexander Saipa (SPD). Über die Landesliste zog zusätzlich Julia Willie Hamburg (Bündnis 90/Die Grünen) in den niedersächsischen Landtag ein.
| Partei                | Direktkandidat       | Erststimmen | Zweitstimmen |
| --------------------- | -------------------- | ----------- | ------------ |
| SPD                   | Alexander Saipa      | 41,6        | 37,6         |
| CDU                   | Almut Broihan        | 39,5        | 33,6         |
| Bündnis 90/Die Grünen | Julia Willie Hamburg | 7,5         | 11,2         |
| FDP                   | Annett Jerke         | 2,7         | 8,6          |
| Die Linke             | Rüdiger Wohltmann    | 5,8         | 4,5          |
| Piratenpartei         | Andreas Wachert      | 1,6         | 2,0          |
| NPD                   | Patrick Kallweit     | 1,3         | 1,3          |
| Freie Wähler          |                      |             | 0,8          |
| Die Freiheit          |                      |             | 0,3          |
| PBC                   |                      |             | 0,1          |
| Bündnis 21/RRP        |                      |             | 0,0          |

Die Wahlbeteiligung betrug 56,3 %.

## Landtagswahl 2008
Zur Landtagswahl in Niedersachsen 2008 traten im Wahlkreis Goslar sieben Direktkandidaten an. Direkt gewählte Abgeordnete ist Dorothee Prüssner (CDU).
| Partei                     | Direktkandidat    | Erststimmen | Zweitstimmen |
| -------------------------- | ----------------- | ----------- | ------------ |
| CDU                        | Dorothee Prüssner | 39,5        | 37,5         |
| SPD                        | Burkhard Siebert  | 37,7        | 35,6         |
| Die Linke                  | Rüdiger Wohltmann | 9,8         | 9,5          |
| FDP                        | Jürgen Lauterbach | 5,5         | 7,7          |
| Bündnis 90/Die Grünen      | Jochen Baldauf    | 4,9         | 5,5          |
| NPD                        | Patrick Kallweit  | 2,0         | 2,2          |
| Mensch Umwelt Tierschutz   |                   |             | 0,7          |
| PBC                        | Helga Zebrowski   | 0,6         | 0,3          |
| Familien-Partei            |                   |             | 0,3          |
| Freie Wähler Niedersachsen |                   |             | 0,2          |
| Ab jetzt                   |                   |             | 0,2          |
| Die Grauen                 |                   |             | 0,2          |
| Die Friesen                |                   |             | 0,1          |
| ödp                        |                   |             | 0,0          |